# تامسالو
تامسالو (به استونیایی: Tamsalu) یکی از شهرک‌های کشور استونی است.
این شهرک در سال ۲۰۱۱ میلادی ۲٬۲۳۶ نفر جمعیت داشته است.